# خوان فرناندز مارتین
خوان فرناندز مارتین (اسپانیایی: Juan Fernández Martín‎؛ زادهٔ ۵ ژانویهٔ ۱۹۵۷) دوچرخه‌سوار اهل اسپانیا است.
وی در مسابقات کشوری و بین‌المللی در مجموع برندهٔ ۳ مدال برنز شده‌است.